# Tish

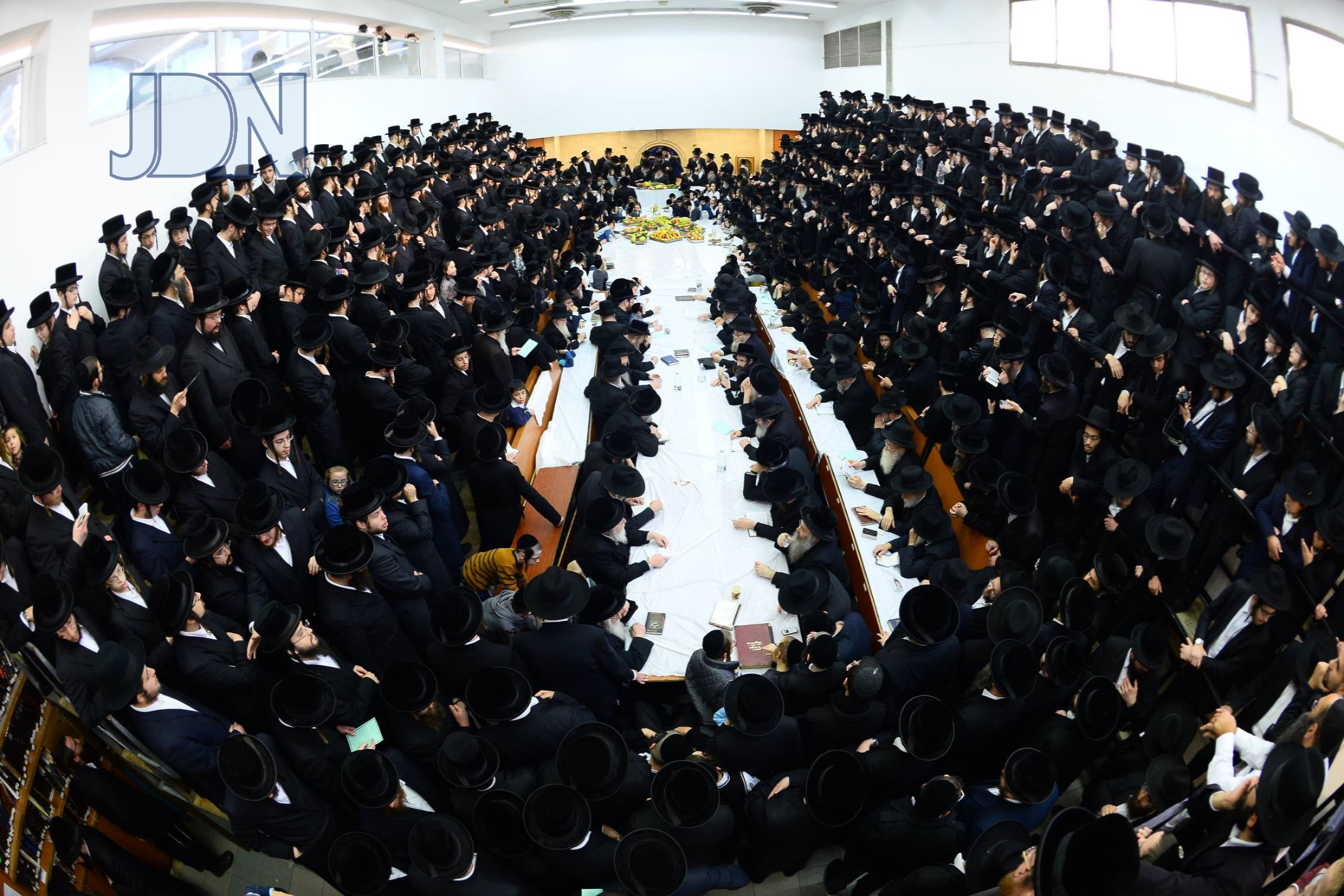
Un tish de la dynastie hassidique de Nadvorna en 2018.

Un tish (de l'allemand Tisch, « table », en yiddish טיש) est un rassemblement religieux dans le judaïsme hassidique. Il réunit les participants autour de leur Rebbe au cours d'un repas.

## Présentation

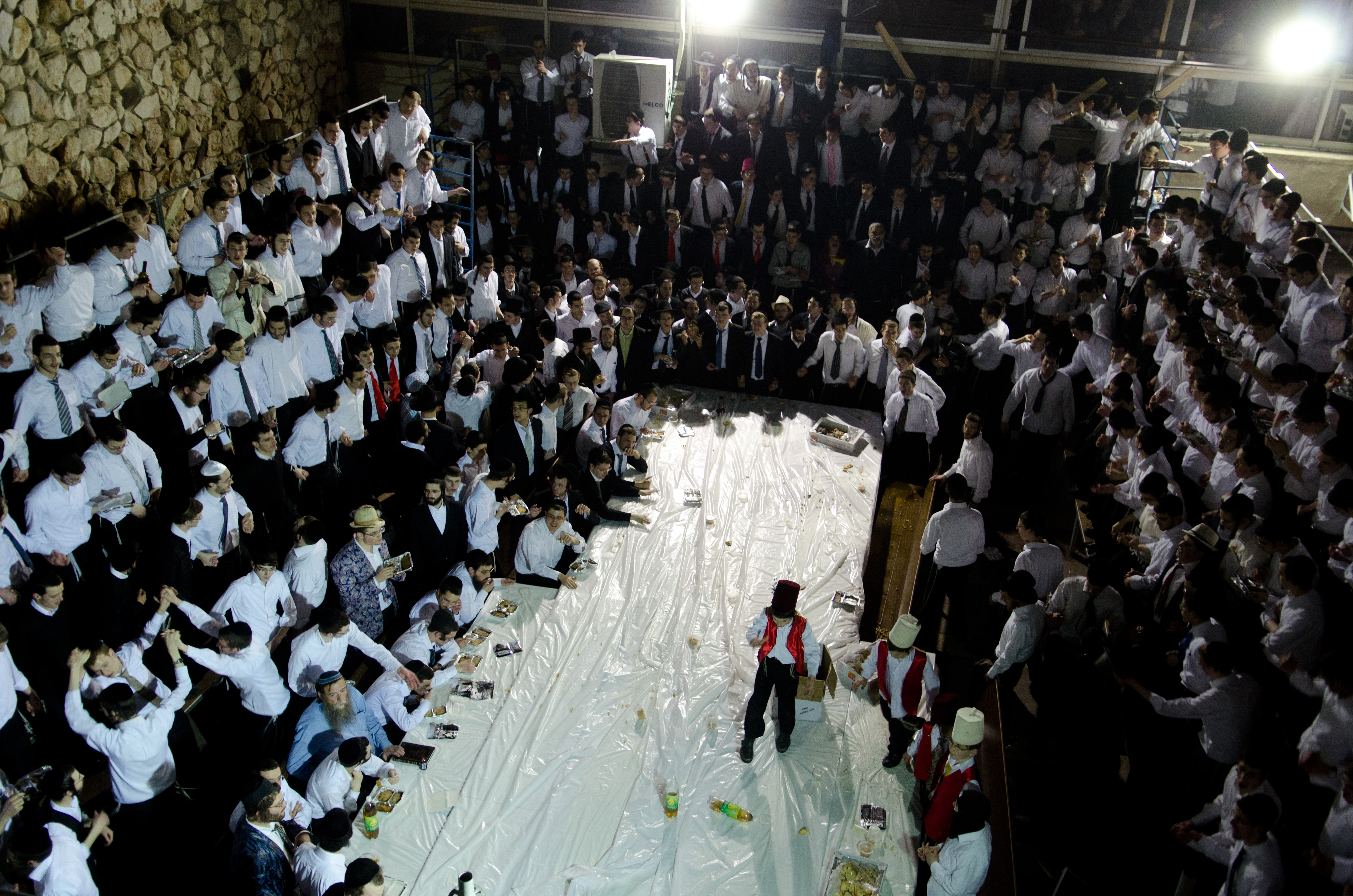
Un tish à Bnei Brak lors de Pourim, 2012.

Le tish est caractéristique de la culture ashkénaze et particulièrement du mouvement hassidique. Les hommes se regroupent autour du Rebbestish (la table du Rebbe). Celui-ci, « berger » spirituel, occupe la place d'honneur, entouré de membres éminents de la communauté. Le tish a lieu dans une vaste salle où les nombreux invités s'agglutinent autour du Rebbestish et de plusieurs longues tables à proximité.
Des rafraîchissements et des mets sont servis au cours de cette réunion. Pendant Shabbat et les jours de fête, le Rebbe bénit le pain et le vin, éléments essentiels, dans la tradition du grand prêtre Melchisédech. Le Rebbe goûte un peu de chaque plat, puis les שיריים (shirayim), les « restes », sont distribués à ses disciples, qui participent ainsi à la signification religieuse de cette collation.
Après le repas, le Rebbe prononce un discours, le plus souvent pour commenter la Torah, et l'assistance chante des nigounim et des zemirot (hymnes). Plus tard dans la soirée, les hommes se lèvent pour danser en procession autour de la salle, parfois rejoints par le Rebbe.
Un Shabbos tish, ou tish de Shabbat, peut être célébré dans toute famille juive.